# Červený Kameň (district d'Ilava)
Pour les articles homonymes, voir Červený Kameň.
Červený Kameň (allemand : Rotenstein, hongrois : Vöröskő) est un village de Slovaquie situé dans la région de Trenčín.

## Histoire
La première mention écrite du village date de 1354.

## Démographie

### Évolution de la population
| Année:               | 1994. | 2004.   | 2014.   | 2024.   |
| -------------------- | ----- | ------- | ------- | ------- |
| Nombre de personnes: | 807   | 757     | 689     | 639     |
| Différence:          |       | -6,19 % | -8,98 % | -7,25 % |

| Année:               | 2023. | 2024.   |
| -------------------- | ----- | ------- |
| Nombre de personnes: | 637   | 639     |
| Différence:          |       | +0,31 % |